# 六ッ川料金所
六ッ川料金所（むつかわりょうきんじょ）は、神奈川県横浜市南区六ツ川にある横浜横須賀道路の本線料金所。かつては、夏季の土・休日の夕方にはこの料金所を先頭に激しい渋滞が引き起こされていたが、横浜横須賀道路金沢支線及び首都高速湾岸線開通によって別ルートが出来たことやETCの普及により、渋滞はほぼ解消した。

## 道路
- E16 横浜横須賀道路

## 隣
E16 横浜横須賀道路
(1)狩場JCT/狩場IC - 六ッ川TB - (2)別所IC